# Los Cancajos
Los Cancajos är en ort i Spanien.   Den ligger i provinsen Provincia de Santa Cruz de Tenerife och regionen Kanarieöarna, i den sydvästra delen av landet, 1 800 km sydväst om huvudstaden Madrid. Los Cancajos ligger 25 meter över havet och antalet invånare är 713. Den ligger på ön Isla de La Palma.
Terrängen runt Los Cancajos är bergig åt nordväst, men söderut är den kuperad. Havet är nära Los Cancajos åt nordost.  Närmaste större samhälle är Breña Alta, 2,4 km väster om Los Cancajos. 